# Puigmal d'Err
De Puigmal d'Err of gewoon Puigmal is een 2910 meter hoge berg in Catalonië, in de oostelijke Pyreneeën, op de staatsgrens van de Frankrijk en Spanje, tussen de Noord-Catalaanse gemeente Err in de streek Cerdanya, en de Catalaanse gemeente Queralbs. De naam Puigmal d'Err wordt gebruikt om een onderscheid te maken met de Puigmal de Segre / Pic de Segre (2843 m) of de Puigmal de Llo (2767 m). De Puigmal is de hoogste berg van de Spaanse provincie Girona en de tweede hoogste berg van het Franse departement Pyrénées-Orientales, na de pic Carlit.
Als men de kamlijn van de Puigmal volgt naar het noorden komt men bij de Petit Puigmal de Segre (2810 m) en daarna de Puigmal de Segre (2843 m). Na een kleine drie kilometer daalt men af naar de Coll del Finestrelles (2604 m). 
De berg ligt aan de zuidelijke zijde van de hoofdkam van de Pyreneeën, aan de zuidkant van de hoogvlakte van de Cerdanya: de westzijde van de Puigmal watert via de Err en de Segre af naar de Ebro en de oostzijde behoort via de Nuria en Freser tot het stroomgebied van de Ter.
De berg gaf zijn naam aan het skistation Err-Puigmal aan de Franse kant, gelegen in de gemeente Err. Dit skigebied was het hoogste van de Franse Pyreneeën (tot de Tossa del Pas dels Lladres op een hoogte van 2662 m). Door grote financiële schulden moest het skigebied echter sluiten. Aan de Spaanse kant ligt de Vall de Núria, een Catalaans bedevaartsoord en tevens skigebied.  